# Arthur Yap

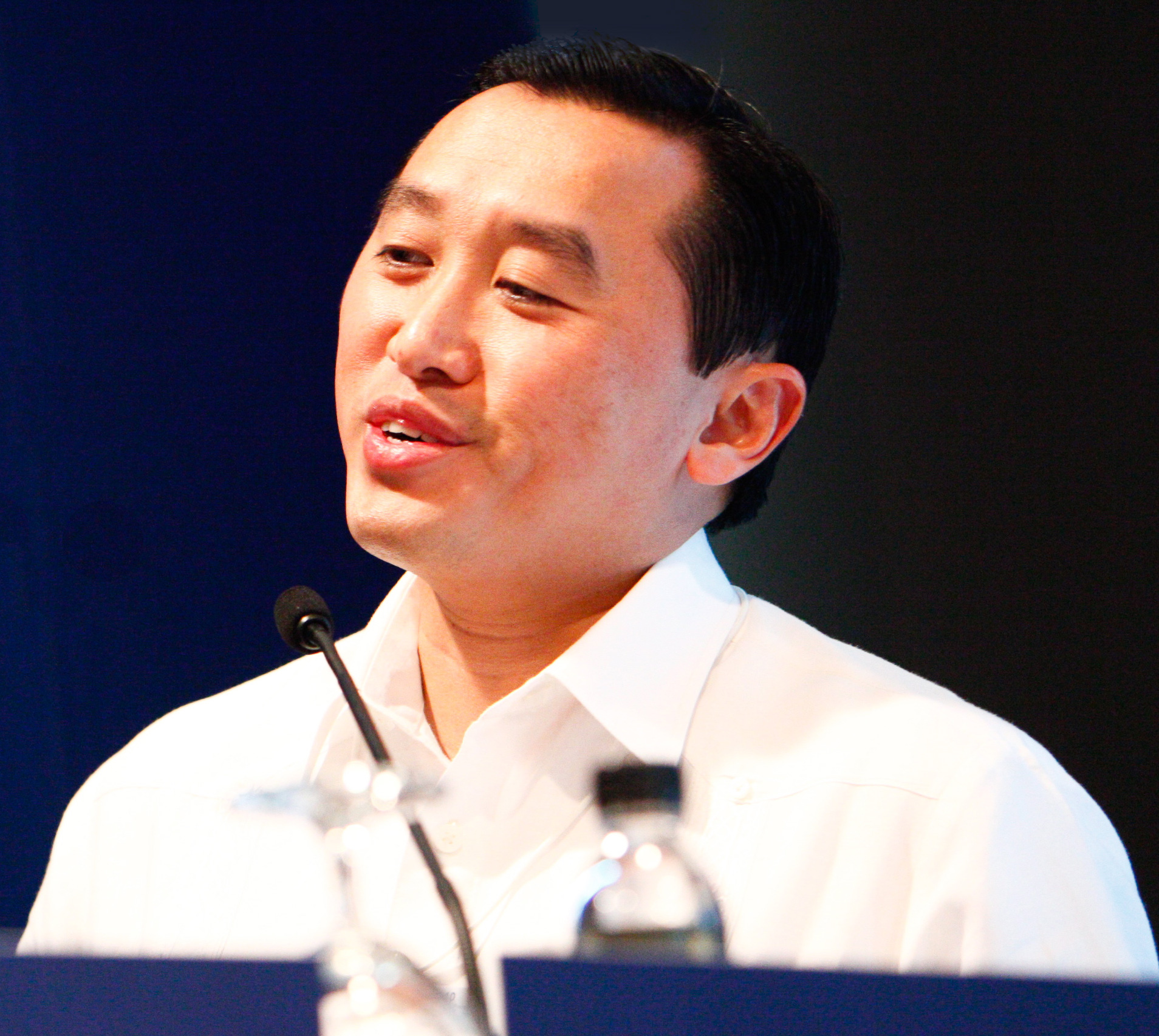
Arthur Yap, 2010

Arthur Cua Yap (* 10. November 1965 in Manila) ist ein philippinischer Politiker.

## Biografie
Nach dem Besuch der Xavier School studierte er von 1983 bis 1987 Management und Ökonomie an der Ateneo de Manila University und schloss dieses Studium mit einem Bachelor of Arts (A.B. Management and Economics) ab. Im Anschluss absolvierte er ein Postgraduiertenstudium der Rechtswissenschaften und beendete dieses 1991 mit dem akademischen Grad Juris Doctor (J.D.). Er ist seitdem auch Mitglied der Ehemaligenvereinigung seiner Alma Mater (Ateneo de Manila University Alumni Association).
Nach seiner Zulassung zum Rechtsanwalt war er zunächst als Anwalt in der Kanzlei (Law Office) Balane, Barican, Cruz & Alampay und danach von 1992 bis 1995 in der Kanzlei Azcuna, Yorac, Sarmiento, Arroyo & Chua tätig. Seit dieser Zeit ist er auch Mitglied der Philippinischen Rechtsanwaltsvereinigung (Integrated Bar of the Philippines) sowie der Amerikanischen Gesellschaft für Internationales Recht (American Society of International Law) und der Gesellschaft für die Philippinische Verfassung (Philippine Constitutional Association Inc.).
Zwischen 1997 und 1999 war er Präsident der Vereinigung der Farbenproduzenten (Philippine Association of Paint Manufacturers) und gehörte 1998 zu den Mitgründern der Rechtsanwaltskanzlei Yap, Jacinto & Jacob Law Office, für die er bis 2001 tätig war. Im Anschluss ging er im August 2001 in die Privatwirtschaft und war zunächst bis September 2001 Präsident und Chief Executive Officer (CEO) der Philippine International Trading Corp. und dann bei der Food Terminal Inc. zwischen November 2002 bis August 2004 Vorstandsvorsitzender.
Zeitgleich war er von Oktober 2002 bis August 2004 Leiter der Nationalen Ernährungsbehörde (National Food Authority). Als solcher war er zugleich von Februar bis August 2004 Unterstaatssekretär für Angelegenheiten von Luzon im Landwirtschaftsministerium.
Am 9. Juli 2004 wurde er von Präsidentin Gloria Macapagal-Arroyo schließlich selbst zum Landwirtschaftsminister (Secretary of Agriculture) in deren Kabinett. Nach einer Regierungsumbildung war er zwischen 2005 und 2006 kurzzeitig Generaldirektor des Präsidialstabes für Management (Head of the Presidential Management Staff), ehe er seit 2006 wieder Landwirtschaftsminister ist.